# Håsjö gamla kyrka
Håsjö gamla kyrka tillhör Hällesjö-Håsjö församling i Härnösands stift. Kyrkan är en träkyrka och ligger på norra stranden av Vallviken, en vik av Singsjön. Omkring kyrkan ligger byn Valla och några hundra meter norr om kyrkan passerar länsväg 323 mellan Kälarne och Hammarstrand.

## Historik
På den plats där den nuvarande gamla kyrkan står fanns tidigare en annexkyrka till Ragunda. Det var en så kallad ridkyrka från medeltiden. Håsjö gamla kyrka är Jämtlands enda bevarade kyrka från just 1600-talet.

## Kyrkobyggnad
Den nuvarande kyrkan byggdes 1684 av bonden och byggmästaren Olof Ersson i Ragunda. Kyrkobyggnaden är 16 meter lång och 6 meter bred. Den är en salkyrka som har byggts med liggtimmer. Taket är klätt med kyrkspån. På väggarna har anbringats stående panel. Över dörren in till långhuset finns en inskription som lyder: "S H ANNO 1684 SHB". Sakristian ligger i norr. Vapenhuset har tillkommit senare.

## Håsjöstapeln
Klockstapeln, kallad Håsjöstapeln, byggdes 1779 av Pål Persson i Stugun och är ett för denne typiskt verk. Den har smäcker form, åttakantigt grundplan, spåntäckt tak samt stolpar och en lökkupol. Den har vidare en balkongvåning, som har ett räcke av svarvade balusterdockor. Klockstapelns ljudluckor är gjorda med svängt överparti, vilket markerar övervåningen.
Klockstapeln kopierades på plats bit för bit och fördes till Skansen i Stockholm, där den invigdes 1892 som en av de första byggnaderna på Skansen - Håsjöstapeln.

## Kyrkobyggnad
Det spånbelagda taket är brant sluttande. Sakristian och vapenhuset är senare tillbyggen och de ursprungligen rektangulära, blyinfattade fönstren, har senare fått svängd överdel. Kyrkans interiör är välbevarad och det finns endast sju bänkrader på vardera mans- och kvinnosidan. 

## Inventarier
- Altaruppsatsen är tillverkad av Gregorius Raaf 1696 och altaret har ett antependium av rött ylletyg.
- Predikstolen antas vara från 1680-talet och tillverkad av Jon Jonsson. Där avbildas evangelisterna som sitter i nischer, vilka avskiljs från varandra med tjocka, spiralvridna kolonetter.
- Altaruppsatsen består av orneringar som gjorts med plattskärningsteknik i vitt mot svart bakgrund.
- Ett dopställ med svarvade ben.
- Ett triumfkrucifix utfört av Haaken Gulleson från 1500-talet, som kommer från den äldre kyrkan.
- Ett rökelsekar av brons.
- En skeppsljusstake i järn.
- En av Jämtlands två kyrkklockor från medeltiden.
- På väggen i söder hänger två kopparstick, som är jubelfesttavlor till minnet av Uppsala möte 1593.

### Bokstavstavlan
I kyrkan finns en av de bäst bevarade katekismustavlorna i Sverige. Det är en bokstavstavla med enbart text. Typen förekom endast inom de dansk-norska landskapen i nuvarande Sverige. Före freden i Brömsebro 1645 var Håsjö socken en del av Norge. I de dansk-norska landskapen var reformationen strängare och bokstavstavlorna fick, på altaret, ersätta de gamla altarskåpen. Katekismustavlan i Håsjö gamla kyrka består av fem stående brädor, vilka är sammanfogade och inneslutna av en utstående list, som har en dekor av rankor, solen, månen och stjärnor. Texten har fyra kolumner. Den är målad med vitt på svart botten. Den är på danska. Tavlan tros ha tillkommit på 1590-talet under danske prästen Mogens Erikssons tid.